# Fortimbrás

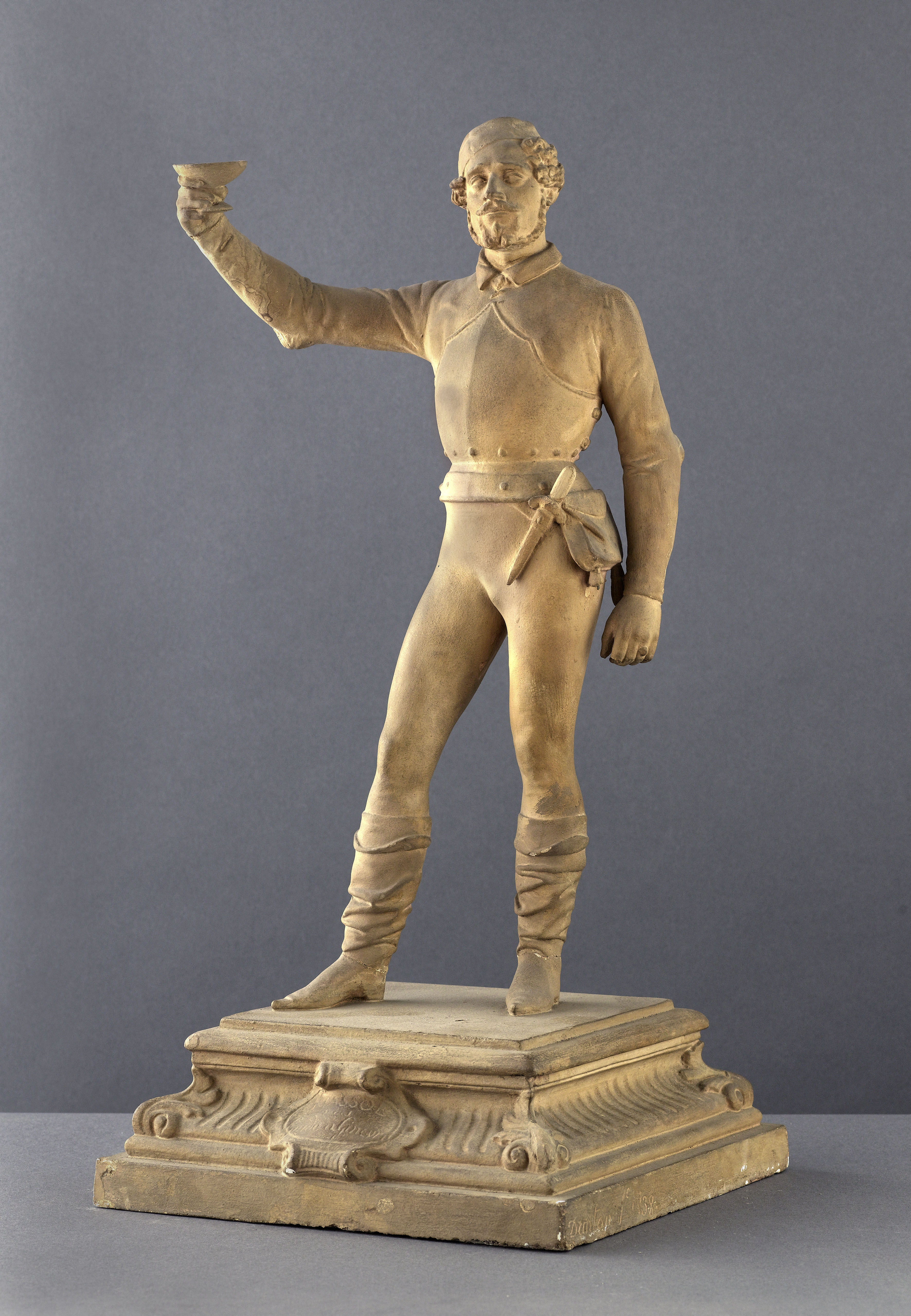

Fortimbrás, no original Fortinbras (fɔːrtɪnbræs), é um dos personagens ficcionais da tragédia Hamlet de William Shakespeare. É um príncipe herdeiro norueguês com algumas breves aparições em cenas na peça, entre essas as cenas finais que representam um futuro esperançoso para a monarquia da Dinamarca e seus súditos. Fortimbrás é também o nome do antigo rei da Noruega e pai do príncipe herdeiro Fortimbrás. O rei Fortimbrás da Noruega (pai) foi morto numa batalha contra o rei Hamlet da Dinamarca, do qual o protagonista descende. A batalha entre os dois é descrita por Horácio no primeiro ato da primeira cena da peça.  

## Aparições no enredo
Apesar de Fortimbrás fazer apenas duas breves aparições na segunda metade da peça, ele é conhecido em toda a região: o Rei Cláudio, envia embaixadores a Noruega na esperança de reprimir a sua invasão, e eles retornam com a notícia de que Fortimbrás vai atacar a Polônia, mas deixar as hostilidades contra a Dinamarca sozinho. No final - quando sobrevive apenas Horácio - Fortimbrás e seu exército entram, acompanhado por embaixadores ingleses que vieram anunciar que as supostas ordens do rei Cláudio para executar Rosencrantz e Guildenstern tinham sido realizadas. Com o trono da Dinamarca vago, Fortimbrás é escolhido para ser coroado rei. Essa pode ser uma alusão à situação política daquela mesma época: no momento em que a peça foi escrita, a Dinamarca e a Noruega foram unidos sob uma única coroa; além disso, a própria Inglaterra estava a ser governado pelo Rei James I da Inglaterra e VI da Escócia, que reivindicou o trono, em virtude de sua relação de sangue de Elizabeth I.
Fortimbrás também serve como um paralelo para Hamlet. Como este último, ele é motivado em grande parte pela morte de seu pai, cujo nome ele também tem (como Hamlet faz o seu), e ambos servem de príncipes de seus respectivos países. Em outros aspectos, Fortimbrás serve como uma cópia de Hamlet: enquanto o príncipe dinamarquês é obcecado por vingança contra aqueles que assassinaram seu pai, o norueguês é impulsivo e impetuoso, determinado a vingar o seu pai morto a qualquer custo.
Fortimbrás dá ordens para que o Príncipe Hamlet receba um funeral de soldado, descrevendo-o como digno de tais honras.